# Lake Meredith
Lake Meredith ist ein Stausee des Canadian River im Norden des US-Bundesstaates Texas. Er entstand nach der Fertigstellung des Sandford Dams im Jahr 1965 durch das Bureau of Reclamation. Der Canadian River wurde aufgestaut, um die Trinkwasserversorgung von elf Städten der Region, darunter Amarillo und Lubbock zu sichern. Außerdem wurde der See als Naherholungsgebiet geplant. Er ist heute benannt nach Austin A. Meredith, einem City Manager von Borger, der das Konzept für den Staudamm entwickelte und zwei Jahre vor der Fertigstellung starb.
Die Wasserfläche beträgt rund 12 km², die maximale Wassertiefe 58 m und die gesamte Kapazität des Sees 3 Mio. Kubikmeter Wasser.

## Geschichte
Das Erholungsgebiet rund um den See wurde ursprünglich nach dem Damm Sandford Reservoir genannt und stand von Anfang an unter der Verwaltung des  National Park Service. 1972 wurden See und Erholungsgebiet zu Ehren Austin A. Merediths in Lake Meredith Recreation Area umbenannt. Seit 1990 ist der See unter dem Namen Lake Meredith National Recreation Area zu einem National Recreation Area aufgewertet worden. Es schließt rund 180 km² der umliegenden Hügel in Form flacher Tafelberge mit ein, die überwiegend mit Prärie bestanden sind. Touristische Einrichtungen sind drei Bootsrampen und eine Marina. Die Freizeitnutzung besteht hauptsächlich im Motorbootfahren und Segeln, sowie Angeln. Dem Stausee benachbart ist das Alibates Flint Quarries National Monument, das vom Büro des National Park Service in Fritch gemeinsam mit dem National Recreation Area verwaltet wird.